# Mayrs monarch
Mayrs monarch (Mayrornis versicolor) is een zangvogel uit de familie Monarchidae (monarchen).Het is een voor uitsterven gevoelige, endemische vogelsoort van Fiji.

## Naamgeving
De vogel werd op 28 juli 1924 op Fiji verzameld tijdens de Whitney South Sea Expedition. In 1933 beschreef Ernst Mayr de soort. De Nederlandse naam is een eerbetoon aan Mayr. De naar Mayr vernoemde geslachtsnaam was een jaar eerder door zijn collega Alexander Wetmore bedacht voor de verwante zwartstaartmonarch.

## Kenmerken
De vogel is 12 cm lang. Het is een kleine, grijs en kaneelbruine monarchvliegenvanger. Er is een lichte ring rond het oog doorlopend naar de snavel. De vogel is verder leigrijs van boven tot op de kruin. De keel is zeer licht, bijna wit, en naar de borst toe zeer lichtroze tot kaneelbruin. Het oog is donker en de snavel en de poten zijn donkergrijs.

## Verspreiding en leefgebied
Deze soort is endemisch op het eilandje Ogea Levu en het naburige Ogea Driki,  respectievelijk 13 km2 en 5 km2 groot, zuidelijk in Fiji gelegen. Het leefgebied is struikgewas aan bosranden. Over de ecologische eisen van deze soort in weinig bekend.

## Status
Mayrs monarch heeft een beperkt verspreidingsgebied en daardoor is de kans op uitsterven aanwezig. De grootte van de populatie werd in 2012 door BirdLife International geschat op 1300 tot 2000 individuen en de populatie-aantallen zijn min of meer constant. De status op de Rode Lijst van de IUCN is daarom in 2015 veranderd van kwetsbaar (tot 2012) naar gevoelig.